# Jacynthe Carrier
Jacynthe Carrier est une artiste contemporaine québécoise née à Lévis en 1982.  Elle explore, par la performance, la vidéo et la photographie, les relations du corps à l’environnement. Détentrice d'un baccalauréat en arts plastiques et médiatiques de l'Université du Québec à Montréal et d'une maîtrise en photographie (MFA) à l'Université Concordia, elle vit et travaille à Québec.

## Pratique artistique
Jacynthe Carrier compose des scènes performatives où se rencontrent le corps et le territoire. Par ce processus, elle explore les différentes façons qu’ont les humains d’habiter collectivement. Par un travail du vivant et de l’image, elle observe l’humain, sa relation à son environnement, à l’autre, ses façons d’habiter, de créer, d’appartenir. Dans une pratique du tableau vivant, elle invite des communautés éphémères qu’elle compose, à investir des lieux par différentes formes de présence, autant physique que symbolique. Elle crée ainsi de «l'improbable et du poétique».   
En écho aux multiples façons d’habiter le territoire, que ce soit issu d’une gestuelle plus quotidienne ou en référence à l’histoire, ses scènes performatives surlignent et explorent le pouvoir du geste, de la présence et du vivre ensemble. De ses scènes performatives, elle en conçoit des récits, en créant des photographies, des vidéos et des installations qui les observent et les racontent. Ses projets sont créés en dialogue et en proche collaboration avec des gens, des communautés, des artistes et des collectifs d’artistes. 

## Expositions (sélection)

### Expositions individuelles
- 2012 : Parcours, Centre Occurrence, Montréal, QC, Canada [4],[5]
- 2013 : Les Eux, La Bande Vidéo, Québec, QC, Canada[6]
- 2016 : Cycle, Centre Clark, Montréal, QC, Canada
- 2017 : La lignée, Sobey Art Award, Art Museum, Toronto, ON, Canada[7],[8]
- 2018 : Paysage : le jour, Musée d'art de Joliette, Joliette, QC, Canada[9]
- 2019 : Défoncer les murs, projet réalisé en co-création avec L'ODHO, Le Diamant, Québec, QC, Canada[10]
- 2020 : Amarrer le ciel, Rencontre internationales de la photo en Gaspésie, Bonaventure, Québec, QC, Canada[11]
- 2021 : JEU, dans la ville de Québec présenté par Manif d'art, Québec, QC, Canada[12]

### Expositions collectives
- 2011 : Le travail qui nous attend, Triennale Québécoise, Musée d'art contemporain, Montréal, QC, Canada[13]
- 2013 :
  - Of all the places, Gallery 44, Toronto, ON, Canada
  - À Montréal, Quand l'image rôde, Le Fresnoy Espace d'art contemporain, Tourcoing, France
  - Brooklyn/Montréal VideoZones, Interstate Projects, Brooklyn, NY, États-Unis
- 2014 :
- Faire comme si, Musée de Rimouski 2012 et Maison des Arts de Laval, QC, Canada[14]
- « Chantiers », avec Collectif Acapulco, Arkadi Lavoie-Lachapelle, Laurent Lévesque, Jocelyn Robert et Louis Ouellet, Regart, Lévis, QC, Canada[15]
- 2016 :
  - ELLES photographes, Musée des beaux-arts de Montréal, Montréal, QC, Canada [16]
  - De Ferron à BGL, Musée national des beaux-arts du Québec, Québec, QC, Canada
- 2017 :
- Sans réserve, Musée d'Art contemporain du Val-de-Marne, France
- L'art de la joie, avec L'orchestre d'hommes-orchestre, Musée national des beaux-arts du Québec, Manif d'art 8 - biennale de Québec, Québec, QC, Canada[17],[18]
- Documentar, contar, mentir, El Museo de la Cacilleria, El convento del Carmen & Centro Cultural Clavijero, Mexico, Mexique
- 2020 : Les gestes flottent, s’empilent et éclatent, avec Adam Kinner, Chloë Lum et Yannick Desranleau, Camille Rojas et Eve Tagny, Regart, Lévis, QC, Canada[19]
- 2022 : Ciels racines, avec Anne-Marie Proulx, Catherine Arsenault, Hannah Claus, Marie-Michelle Deschamps, Caroline Gagné, Andréanne Godin, Maryse Goudreau, Natalie Jean, Dominique Pétrin, Manon Sioui, Leila Zelli, Galerie Arprim, centre d'essai en art imprimé, Montréal, QC, Canada[20],[21]

## Prix et distinctions
Finaliste aux prix Sobey pour les arts 2017, elle a reçu de nombreuses distinctions dont le prix Pierre-Ayot en 2012 et le Prix Videre Création en arts visuels en 2015. Son travail fait partie de nombreuses collections publiques et privées entre autres celles du Musée national des beaux-arts du Québec, du Musée d’art contemporain de Montréal et Musée des beaux-arts de Montréal, la collection de la  Financière Banque Nationale, du Cirque du Soleil, d'Hydro-Québec et celle de la Ville de Montréal. 
Par ailleurs, ses œuvres vidéos ont circulé dans plusieurs villes du monde dont Sao Paolo (Brésil), Casablanca (Maroc), Bologne (Italie), Espoo (Finlande), Mons (Belgique), Newport, New York (États-Unis) Nantes et Paris (France).